# Station Issy - Val de Seine
Issy - Val de Seine is een station aan lijn C van het RER-netwerk gelegen in de Franse gemeente Issy-les-Moulineaux in het departement Hauts-de-Seine.
Het werd in 1902 geopend als station Issy-Plaine aan de ligne des Moulineaux van de Compagnie des chemins de fer de l'Ouest.  In 1913 werd het aangesloten op de ligne des Invalides naar Versailles-Château-Rive-Gauche. Nadat de ligne des Moulineaux was omgebouwd tot Tramlijn 2 werd het station in 1997 heropend als Issy - Val de Seine. Het was toen het eindpunt van deze tramlijn, die in 2009 werd doorgetrokken naar Porte de Versailles.

## Vorige en volgende stations
| Richting                          | Vorig station | Lijn  | Volgend station    | Richting                                       |
| --------------------------------- | ------------- | ----- | ------------------ | ---------------------------------------------- |
| Versailles-Château-Rive-Gauche C5 | Issy          | RER C | Pont du Garigliano | Juvisy C10 Versailles-Chantiers C8 (via Massy) |
| Saint-Quentin-en-Yvelines C7      | Issy          | RER C | Pont du Garigliano | Saint-Martin-d'Étampes C6                      |